# Pantalla blanca de la muerte
White Screen Of Death (WSOD, Pantallas Blancas de la Muerte) es un problema que se encuentra mayoritariamente en los móviles de la Serie 60 (S60) de Nokia, que tienen por sistema operativo Symbian OS 6.0, que al llenarse la memoria del aparato este reinicia y no vuelve a funcionar (se reinicia nada más encenderse).
White Screen Of Death hace referencia directa a las famosas Blue Screen Of Death (BSOD, Pantallas Azules de la Muerte) que aparecen en Microsoft Windows cuando hay un error crítico. El adjetivo blanca viene dado por el color de la pantalla al reiniciarse el aparato mientras se espera que aparezca algo en pantalla (la pantalla, vacía, se ilumina por completo).
Además, cabe destacar que otros sistemas también podrían llevar a un WSOD. La mayoría de intérpretes, especialmente si son ejecutados vía Web, como pueda ser PHP, pueden provocar un pantallazo blanco al no poder completar la ejecución de ningún código y tener deshabilitado el log de errores por pantalla. En tales sistemas, se debería comprobar el log en disco duro para localizar el error, en el caso de que estemos desarrollando algún programa para estos.

## El problema
Los dispositivos que disponen del sistema operativo Symbian OS 6.0 suelen ser teléfonos móviles de memoria limitada (de 2 a 6MB). Aún siendo destinado para equipos con poca capacidad, tiene un grave problema: cuando la memoria se llena, el sistema operativo se cuelga, hace reiniciar la máquina y esta no vuelve a funcionar puesto que la memoria sigue llena (no podemos entrar en el sistema, luego no podemos borrar archivos para liberar espacio), y no para de reiniciarse. En la mayoría de los casos, los reinicios son tan constantes y acusados que sólo vemos dos cosas: El logo de Nokia y la pantalla vacía iluminada (que queda totalmente blanca, de ahí WSOD).
Afecta, potencialmente, a todos los dispositivos que no han tenido ninguna actualización de firmware. Por lo que se podría afirmar que más del 90% de todos los móviles con el sistema operativo antes citado pueden verse afectados.

## Dispositivos afectados

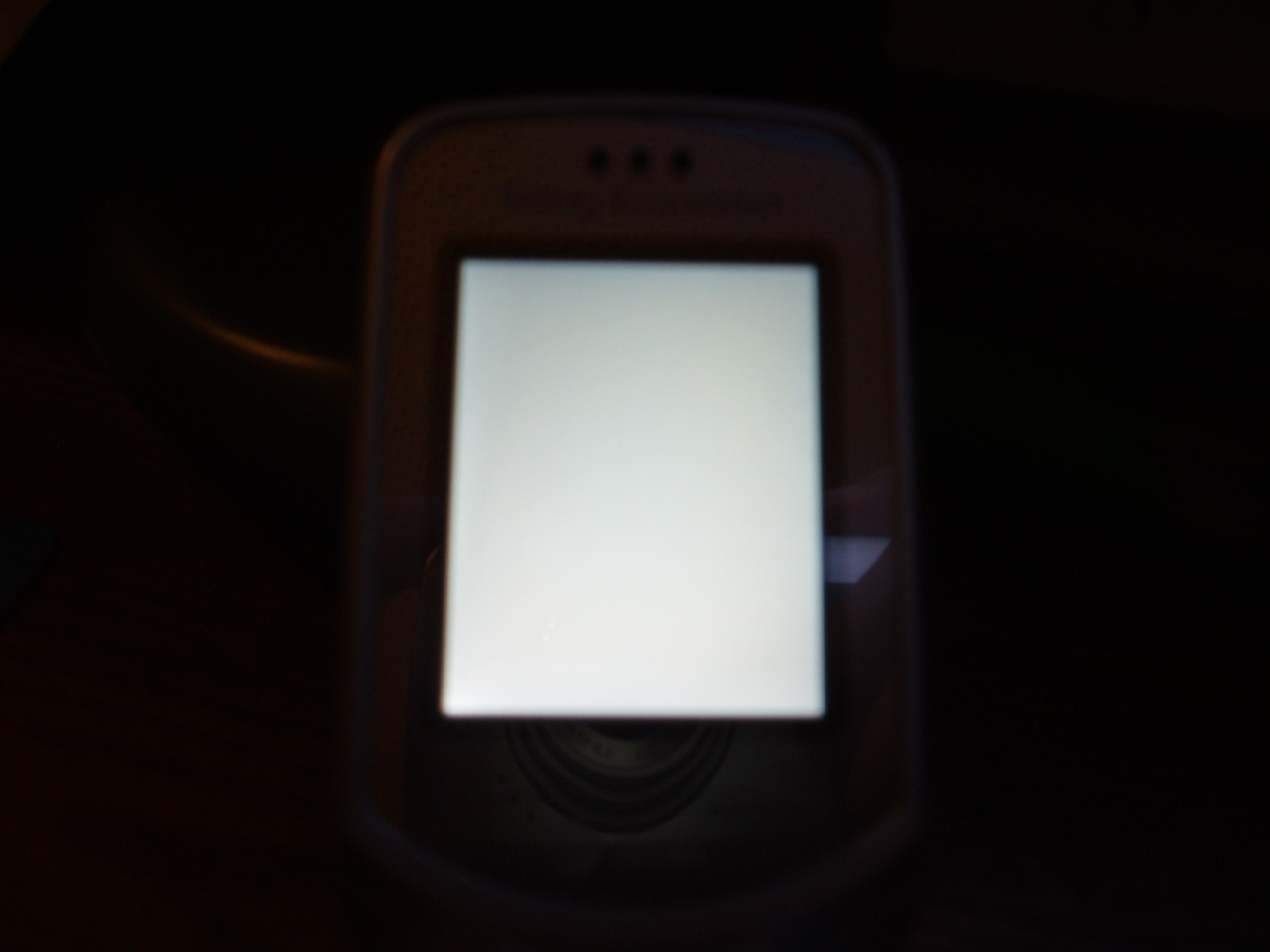
WSOD en un teléfono celular Sony Ericsson.

### Nokia
- N-Gage
- N-GAGE QD
- NOKIA N82

### Sony Ericsson
- K510

## Posibles soluciones
Tal vez estos problemas no se puedan reparar, pide ayuda a un técnico especialista en problemas de móvil.

### Oficial

#### Flashear (causa pérdida de datos)
Nokia no se hace cargo de tal problema, al menos en cuanto a pérdida de datos. La solución que ellos proponen es "flashear" la máquina. Esto significa volver a cargar todos los datos iniciales de la consola, para dejarla como salió de fábrica, y sin datos que "excedan" la capacidad del sistema. Esto vuelve a la vida el aparato, pero pierde todos los datos que contenía, por lo que en muchos casos no es deseable.
Si el móvil está en garantía, la operación no cuesta nada. Si no lo está el precio de la solución puede variar de una empresa a otra.

## Previniendo el problema
Puedes enviarlo a arreglarlo o formatear el móvil

## Enlaces de interés
- Datos: Q9372338